# Жовнер, Дарья Константиновна
Дарья Константиновна Жовнер (род. 20 сентября 1992, Санкт-Петербург, Россия) — российская актриса театра и кино.

## Биография
Родилась 20 сентября 1992 года в Санкт-Петербурге. Сменила несколько школ. С юности планировала поступление в театральный вуз, но в год выпуска из школы поступить не удалось. В ожидании второй попытки работала реквизитором в Театре имени Ленсовета. В 2012 году поступила в Школу-студию МХАТ на курс Виктора Рыжакова. Параллельно с учёбой подрабатывала официанткой в модном баре.
Кинодебютом Жовнер стала главная роль в фильме Кантемира Балагова — тоже дебютанта — «Теснота». Картина имела успех на российских и международных кинофестивалях, в том числе была отмечена выдающаяся актёрская работа Жовнер.

## Фильмография
| Год  |   | Название        | Роль              |
| ---- | - | --------------- | ----------------- |
| 2017 | ф | Теснота         | Ила               |
| 2019 | ф | Выше неба       | Рита              |
| 2019 | с | Шторм           | Варя              |
| 2020 | с | Хороший человек | Олеся             |
| 2020 | ф | Фоторобот Евы   | Даша              |
| 2020 | ф | Доктор Лиза     | старшая медсестра |
| 2020 | с | Медиатор        | Колибри           |
| 2021 | с | В парке Чаир    | Соня              |
| 2022 | ф | Первый Оскар    | Юна Громова       |
| 2022 | ф | Мать моего сына | Кира              |
| 2022 | ф | Блондинка       | Ира               |

## Награды
- Премия «Золотой единорог 2017» за лучший новый талант[1]
- Премия «Белый слон 2017» за лучшую главную женскую роль[2]
- Номинация на премию «Ника 2018» за лучшую женскую роль[3]